# Real Audiencia de Cataluña
La Real Audiencia de Cataluña fue el órgano supremo de administración de justicia en el Principado de Cataluña. Estuvo vigente entre 1493, año de su fundación por Fernando el Católico, y 1714, en que fue abolida por Felipe V en aplicación del Decreto de Nueva Planta de Cataluña.

## Etapas históricas

### Reyes Católicos
En 1493 Fernando II establece la Real Audiencia de Cataluña como más alto tribunal [de segunda instancia] de carácter civil, quedando excluidas las causas que afectaban a las jurisdicciones eclesiástica, señorial y militar, interviniendo no obstante en conflictos de jurisdicción, en causas criminales en las que estuvieran implicados nobles o eclesiásticos y en crímenes de especial gravedad, aunque limitándose por lo general a la administración de justicia en las tierras de realengo.

### Austrias
Durante este periodo irá asumiendo cada vez más un papel de asesor del virrey en temas judiciales y también políticos. En 1512 se establecerán dos salas compuestas por seis doctores cada una: la primera dedicada a asuntos de primera instancia, y la segunda a las apelaciones.
En 1585, se establece una tercera sala que actuará como tercera instancia en los pleitos civiles y como primer tribunal en las causas criminales.
En 1599 se produce la última reforma del periodo. Las dos salas de lo civil [compuestas por cinco jueces] quedando una presidida por el Canciller, un alto cargo eclesiástico, mientras que la segunda lo era por el Regente de la Real Cancillería, un letrado promocionado desde la propia Real Audiencia. La tercera sala, presidida por este Regente, formada por cuatro jueces ordinarios y tres especiales quedaba como sala de lo criminal, y sala de apelación de última instancia para las causas civiles falladas en las dos primeras.
El importe para formar pleito civil fue fijado en 20 libras, quedando las causas por debajo de este importe limitadas al ámbito de la veguería. Las "causas de pobres", no obstante, fueron atendidas en todo caso en estos tribunales.
Durante la revuelta de 1640, los miembros de la institución, dada su identificación con el poder virreinal fueron atacados - cinco muertos - produciéndose el exilio a tierras seguras del resto de ellos, quedando por tanto en suspenso las funciones de esta sala hasta su restauración con la rendición de Barcelona y el fin de la revuelta en 1652.

### Guerra de Sucesión
El nuevo rey Felipe IV (V de Castilla) concedió en las cortes de 1701-1702 la creación de un Tribunal de Contrafacciones, organismo que se encargaría de vigilar el respeto a las constituciones catalanas, compuesto por tres representantes del rey [el Regente de la Real Cancillería y los dos doctores más antiguos de la Real Audiencia] y los tres presidentes de los tres brazos [o estamentos]: eclesiástico [arzobispo de Tarragona], nobiliario y municipal [conseller en cap de Barcelona].
Una vez estalló la guerra, con todos los grandes movimientos políticos y militares asociados a ella, la Real Audiencia vivió convulsa las distintas etapas de poder efectivo de uno y otro bando, significándose los magistrados por uno u otro rey, y produciéndose sustituciones en función de la expresión de dichas lealtades.

## La Nueva Real Audiencia tras los Decretos de Nueva Planta

### Estructura
Hasta cierto punto se mantuvo la estructura de la anterior Audiencia: dos salas de lo civil - cada una con cinco "oidores" y una de lo criminal, con cinco "alcaldes del crimen". Se implementaron además los cargos de fiscal [dos: uno para lo civil, y otro para lo criminal]. Un cambio aparentemente notorio fue el hecho de que la presidencia recayera en el capitán general, con lo que poder militar, político y judicial quedaban teóricamente reunidos en la misma persona, si bien a la práctica, el presidente efectivo de la institución era el regente. 

### Acceso al desempeño de cargos
Respecto a los nombramientos de los magistrados, se suprimió el derecho de extranjería, por el cual sólo podían acceder a los cargos personas naturales de Cataluña, con lo que quedó abierto el nombramiento a magistrados de Castilla [y Navarra], Aragón o Valencia. Aunque se debatió en un primer momento fijar una proporcionalidad entre catalanes y foráneos, finalmente se evitó regular tal asunto, si bien se impuso el criterio de la necesidad de disponer de magistrados catalanes, expresando, eso sí, el rey su deseo de que el Regente fuera castellano. En su primera constitución, fueron 7 catalanes, 9 castellanos y 2 aragoneses los elegidos para las 12 plazas de oidor y las 6 de alcalde del crimen [jueces de lo civil y lo criminal respectivamente]. Con el tiempo se establecerían "plazas nacionales" reservadas a los naturales, pero en todo el siglo XVIII habría un solo regente catalán, José Francisco de Alós y Rius.
Debían haber cursado estudios universitarios de derecho [doctores, licenciados o aún bachilleres] y se valoraba una carrera en la abogacía. El puesto de entrada era normalmente el de fiscal o alcalde del crimen, y el siguiente peldaño [y generalmente último] era un cargo de oidor en las salas de lo civil.

### El Real Acuerdo: atribuciones de gobierno
El Decreto de Nueva Planta de Cataluña establecía que el capitán general de Cataluña presidiría la Real Audiencia. A pesar de esto, vemos que –al menos durante el siglo XVIII– esta presidencia no es efectiva, y quien realmente ejerce la dirección de la Real Audiencia es el regente de la misma. 
La Real Audiencia asumía asimismo labores gubernativas: esta dualidad en las labores de gobierno se denominó Real Acuerdo. La intención inicial era limitar los poderes del Capitán General –heredero de los antiguos virreyes, que únicamente recurrían a la Real Audiencia a modo de órgano de consejo a estricta petición de éste– mediante la existencia de un órgano colegiado como era la Real Audiencia, participando más el poder civil en las decisiones de gobierno. 
A la práctica se sucedieron una serie de disputas y enfrentamientos entre ambas instituciones, sobre todo porque las atribuciones de una y otra institución quedaron mal delimitadas, pero en general –en la mayor parte del siglo XVIII– se saldaron con una práctica absolutista por parte de los Capitanes Generales, variando no obstante según el carácter más o menos autoritario del Capitán General de turno.

### Las Ordenanzas de 1742
Los problemas generados por las disputas entre Capitán General y Real Audiencia, se intentaron resolver con la promulgación de las Ordenanzas de la Real Audiencia del Principado de Cataluña de 1742, regulando las relaciones entre ambas instituciones, sobre todo en capítulos de gran importancia en la época, referentes a protocolo y procedimiento. No obstante este ordenamiento, las tensiones continuaron durante todo el siglo.

### La Real Audiencia durante la guerra de independencia
Tras la ocupación francesa de Barcelona transcurrió un año sin que las autoridades españolas vieran afectado su funcionamiento, colaborando –al menos pasivamente– con las fuerzas de ocupación. Sin embargo, la ceremonia de toma de juramento a José Bonaparte organizada el 9 de abril de 1809, se saldó con la negativa de la mayoría de autoridades, lo que supuso la destitución y encarcelamiento de los mismos, quedando reconstituida una Real Audiencia leal a los ocupantes constituida por magistrados afrancesados.